# Myrmelachista gallicola
Myrmelachista gallicola är en myrart som beskrevs av Mayr 1887. Myrmelachista gallicola ingår i släktet Myrmelachista och familjen myror. Inga underarter finns listade i Catalogue of Life.

## Bildgalleri

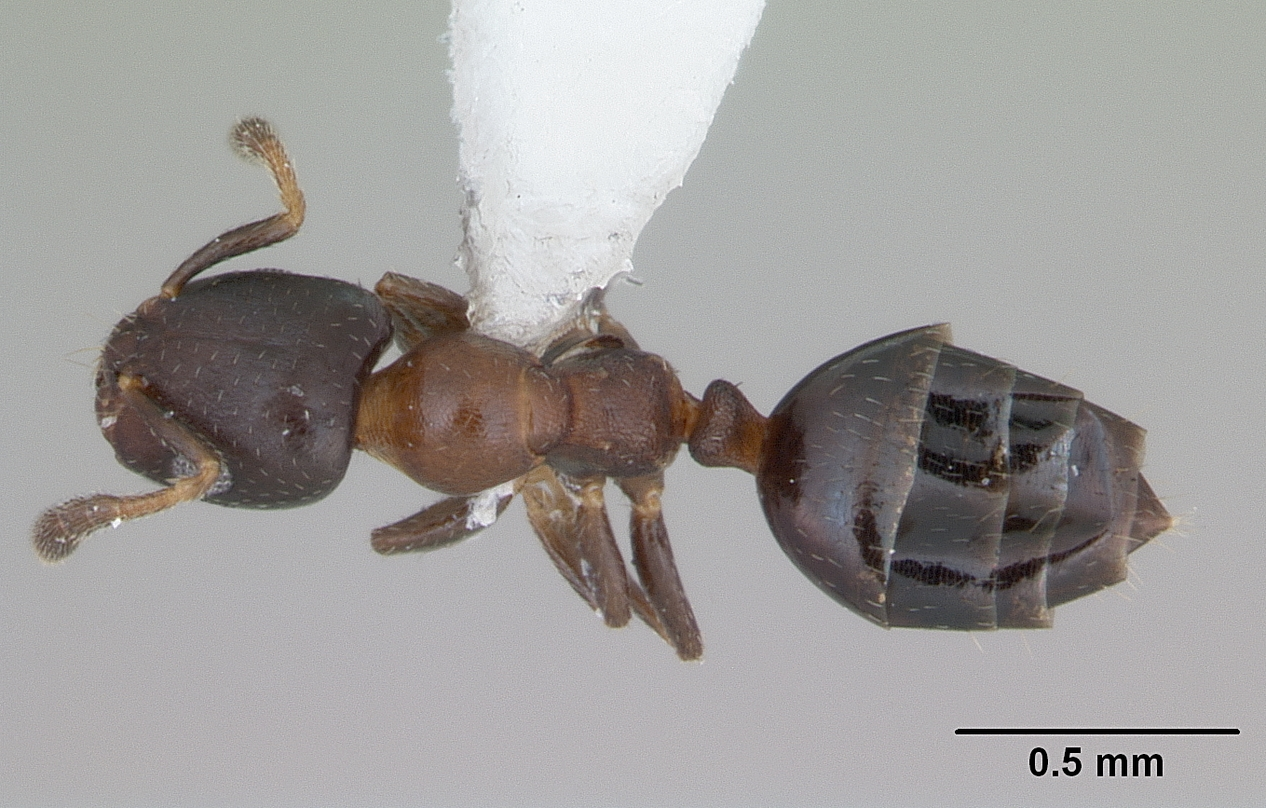
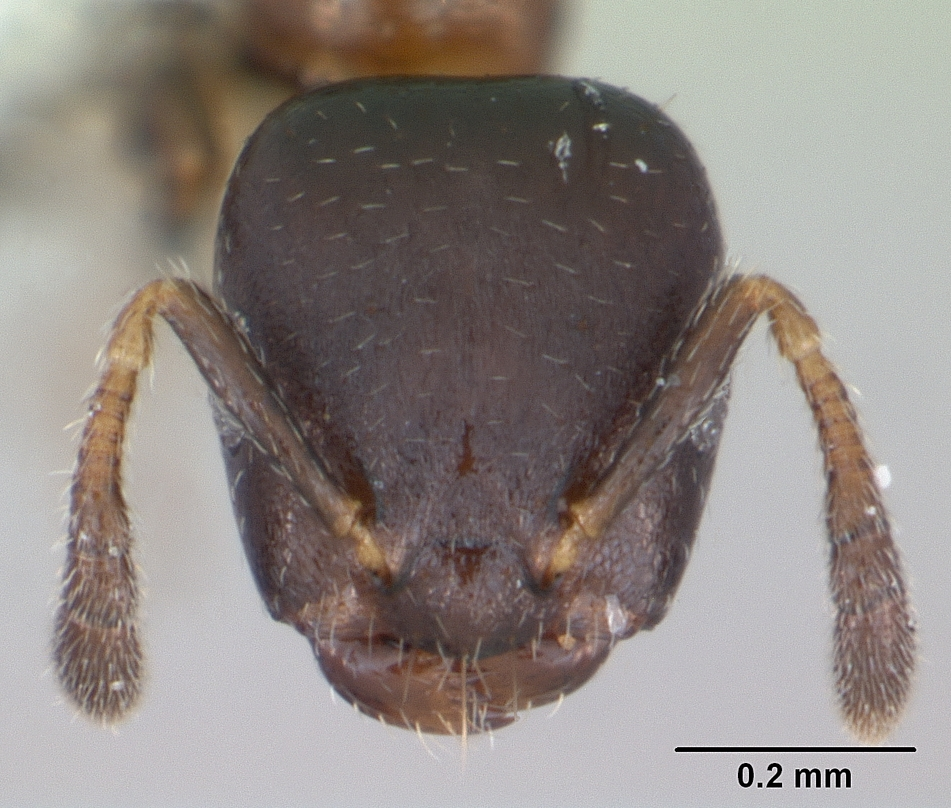
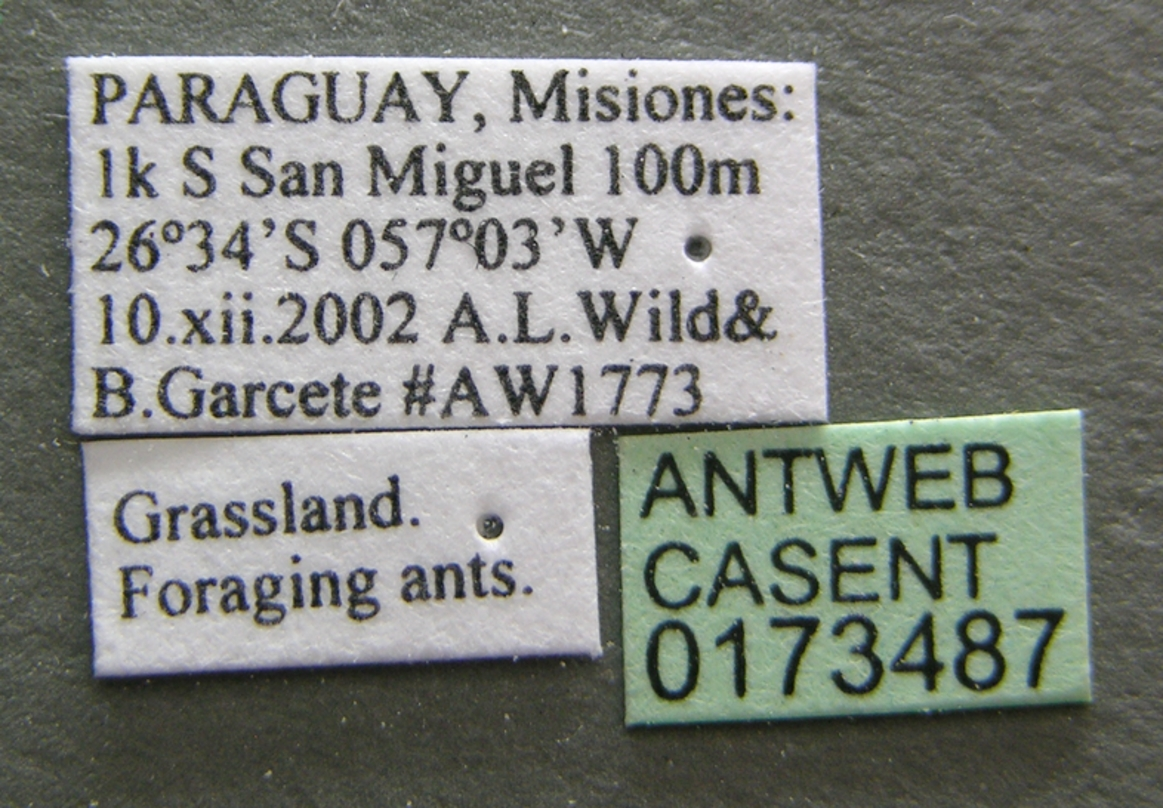
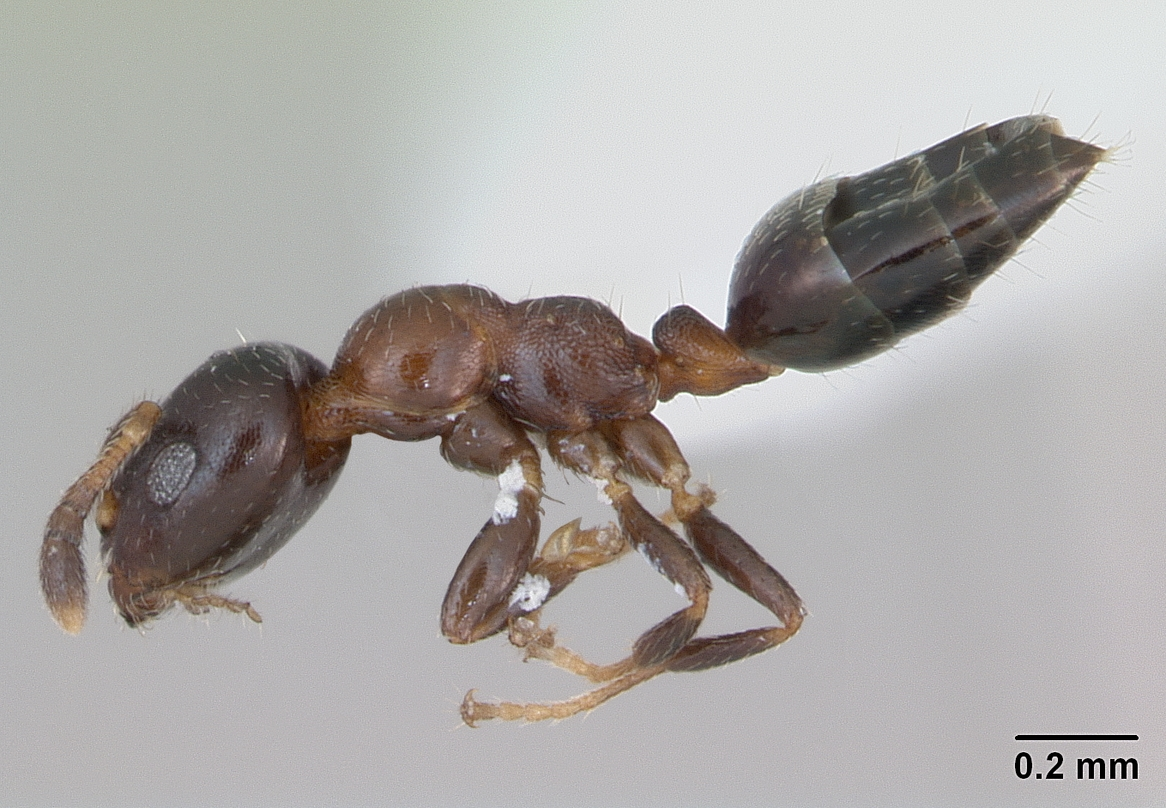